# Улица Белинского (Екатеринбург)
У́лица Бели́нского (предыдущие названия: Новая, Новый порядок; северная часть — Никольская, Соляная; южная часть — Байнауховская, Потапова) — одна из самых длинных улиц Екатеринбурга (протяжённость — 5212 м). В дореволюционном Екатеринбурге улица состояла из двух самостоятельных продолжающих друг друга частей: Никольской улицы (до Никольского моста через реку Исеть) и Байнауховской улицы, переходящей в Челябинский тракт.

## История улицы
Изначально, нынешняя улица Белинского была 2 разными улицами: от современного моста через Исеть, находящегося рядом с Армянской церковью и до пересечения с улицей Малышева была Никольской улицей (по имени Никольской старообрядческой церкви, стоявшей на месте южной части современного дома по адресу Белинского, 86), а отрезок от вышеупомянутого моста, по направлении на юг, сторону современного района Ботаники, доходящий в те времена примерно до современной улицы Щорса, назывался Байнауховской улицей, по имени наиболее известного купца Байнаухова, проживавшего на этой улице.
Никольская улица служила местом жительства купцов, чиновников и состоятельных горожан. На улице были построены дома и городские усадьбы, признанные памятниками архитектуры (дом Ярутина, усадьба Елизарова, дома Дьяконовой, Андреевой, Шитиковой, арх. Григорьева, усадьба Трусовых и другие).
Байнауховская улица (первоначальное название — Рябовская, таковой она отмечена и на плане Екатеринбурга рубежа XIX—XX вв.) имела рядовую одноэтажную деревянную застройку в непосредственной близости от небольших салотопенных, свечных и других небольших заводиков, концентрировавшихся на южных окраинах города.
В 1919 году улица Никольская была переименована в улицу Белинского, а в 1929 году был построен мост через Исеть, соединивший улицы Белинского и Байнауховскую. В 1937 году Байнауховская улица стала частью улицы Белинского. После объединения улиц в одну мост в разное время называли «Никольским» и «Байнауховским», но в итоге закрепилось наименование «Никольский».
Старинная деревянная, каменная или каменно-деревянная застройка в районе улицы Белинского и на самой Белинского практически не сохранилась. Из-за строительства административных и жилых зданий периода 1950-х, 1970-х, а затем и начала 2000-х, каменно-деревянные дома на отрезке от Куйбышева до Малышева сохранились в единичных экземплярах. Также, на Белинского стоит памятник деревянного зодчества (адрес ул. Карла Маркса, 22А) — особняк Е. А. Семёновой, перевезённый сюда с Мамина-Сибиряка — Малышева.
Последние одноэтажные деревянные дома были снесены по нечётной стороне Белинского от Тверитина до Фрунзе в конце 2000-х — начале 2010-х, в связи с постройкой многоэтажных жилых и офисно-жилых домов по адресам Белинского № 83, 86 и 111. Сохранившиеся остатки старого каменно-кирпичного Екатеринбурга эпохи второй половины XIX — нач. XX вв. остались лишь на отрезке Белинского между улицами Малышева и Куйбышева, а также остатки старых цехов и складов небольших заводиков на отрезке улицы Фрунзе, между Белинского и Цвиллинга.
Согласно плану Екатеринбурга от 1888 года Байнауховская оканчивалась в районе улиц 3-й и 4-й Загородной (современных Отто Шмидта и Щорса соответственно). Далее начинался Челябинский тракт.

## Современность
Улица проходит в направлении север — юг, начинается от улицы Малышева, проходит через три жилых микрорайона (Центральный, Южный, Ботанический) и три административных района (Октябрьский, Ленинский, Чкаловский), заканчивается у автомобильной развязки в юго-восточной части микрорайона Ботанический и переходит в улицу Щербакова. Пересекает улицы Карла Маркса, Декабристов и другие.
На улице Белинского сосредоточены административные, культурные, торгово-коммерческие учреждения и жилые дома. В начале улицы находятся гостиница «Центральная», Свердловская областная научная библиотека им. В. Г. Белинского. На пересечении с улицей Куйбышева расположены здания естественнонаучных факультетов УрГУ , высотное здание WTC-3 и 5-звёздочный Атриум Палас Отель, здесь же на угловом жилом здании установлены мемориальные доски в память уральских писателей Б. С. Рябинина и В. К. Очеретина. Южнее по улице (Белинского, 86) находится построенный в 2000-х годах 25-этажный жилой комплекс «Атриум».
Вблизи Никольского моста через реку Исеть находился один из старейших храмов Екатеринбурга — Никольская старообрядческая церковь. После закрытия в марте 1941 года здание Никольской старообрядческой часовни оно использовалось в течение полувека для хозяйственных нужд городских предприятий. В 1990-е годы оно уже в обветшавшем состоянии вновь предлагалось для передачи старообрядцам с тем, чтобы они сами провели восстановительные работы, средств для которых у верующих не было. Разрушение здания продолжалось, к 2008 году была утрачена крыша и часть второго этажа.
- Библиотека им. В. Г. Белинского
- Дом Дьяконовой
- Дом архитектора Григорьева
- Музей Невьянской иконы
- Мост через Исеть
- Мост через Исеть
- Вид на север от перекрёстка с ул. Юлиуса Фучика

## Транспорт
Улица Белинского является важной автомагистралью и троллейбусной магистралью города, по ней проходят большинство его троллейбусных маршрутов. Рядом с улицей находится станция метро «Ботаническая». На участке от Самолётной ул. до ул. Фрунзе троллейбусное движение по улице двустороннее, а далее до ул. Малышева — одностороннее (только в сторону улицы Малышева; в обратную сторону троллейбусы следуют по улицам Розы Люксембург, Декабристов, Чапаева и Фрунзе). Автомобильное же движение двустороннее на участке от Самолётной до Фурманова, далее одностороннее.
Троллейбусные маршруты по улице Белинского проходят следующим образом:
- на всём протяжении улицы — 31, 36 и 39;
- от станции метро «Ботаническая» до ул. Малышева — 15 и 20;
- от ул. Щорса до ул. Малышева — 5 и 11;
- от ул. Щорса до ул. Декабристов — 14;
- на небольшом участке от ул. Энгельса до ул. Малышева — 17 и 18.

На участке от ул. Большакова до ул. Декабристов (только в сторону ул. Декабристов) по улице проходят автобусные маршруты 18 и 76, а на участке от ул. Декабристов до ул. Малышева (только в сторону ул. Малышева) — автобусный маршрут 1.